# Coupe du monde de ski acrobatique 1983
Navigation
Édition précédente Édition suivante
La Coupe du monde de ski acrobatique 1983 est la quatrième édition de la Coupe du monde de ski acrobatique organisée par la Fédération internationale de ski. Elle inclut quatre épreuves : les bosses, le saut acrobatique, le ballet et le combiné, une combinaison des trois autres.

Conny Kissling et Peter Judge respectivement seconde et troisième des classements généraux de 1982 deviennent champions du monde de ski acrobatique. Chez les femmes la double tenante du titre Marie-Claude Asselin doit se contenter de la seconde place. Chez les hommes le double tenant du titre Frank Beddor, à vingt-trois ans, se consacre à d'autres activités et ne participe qu'aux épreuves américaines en fin de saison.

## Déroulement de la compétition
La saison est composée de six étapes, quatre en Europe puis deux aux États-Unis. Pour chacune d'entre elles, pour les femmes comme pour les hommes, il y a trois épreuves et quatre podiums : le saut acrobatique, le ski de bosses, le ballet (ou acroski) et le combiné qui est la combinaison des résultats des trois autres. Certaines stations ne disposent pas des installations nécessaires pour les trois types d'épreuves et en délocalisent une partie. Par ailleurs 1983 voit le retour des épreuves de saut acrobatique aux États-Unis (à Angel Fire (en) uniquement) après leur interdiction à la suite de graves accidents. Celui ci ne se fait pas sans mal, la NSAA continuant à proscrire les figures où les athlètes ont (transitoirement) la tête en bas, et quatre skieurs dont Fuzz Feddersen se sont vu retirer leur licence lors de l'épreuve américaine. La station allemande d'Oberjoch accueille également une épreuve de ballet (seule) en plus des six étapes complètes.
| \| Angel Fire Squaw Valley \| Sites des compétitions de ski acrobatique aux États-Unis |
| Angel Fire Squaw Valley                                                                |

| Angel Fire Squaw Valley |

| \| Livigno Mariazell Oberjoch Ravascletto Tignes \| Sites des compétitions de ski acrobatique dans les Alpes |
| Livigno Mariazell Oberjoch Ravascletto Tignes                                                                |

| Livigno Mariazell Oberjoch Ravascletto Tignes |

| \| Angel Fire Squaw Valley \| Sites des compétitions de ski acrobatique aux États-Unis |
| Angel Fire Squaw Valley                                                                |

| Angel Fire Squaw Valley |

| \| Livigno Mariazell Oberjoch Ravascletto Tignes \| Sites des compétitions de ski acrobatique dans les Alpes |
| Livigno Mariazell Oberjoch Ravascletto Tignes                                                                |

| Livigno Mariazell Oberjoch Ravascletto Tignes |

## Classements

### Général
| Rang | Nom            | Points |
| ---- | -------------- | ------ |
| 1    | Peter Judge    | 66.00  |
| 2    | Alain LaRoche  | 66.00  |
| 3    | Éric Laboureix | 64.00  |
| 4    | Mike Nemesvary | 61.00  |
| 5    | Bruce Bolesky  | 60.00  |

| Rang | Nom                  | Points |
| ---- | -------------------- | ------ |
| 1    | Conny Kissling       | 127.00 |
| 2    | Marie-Claude Asselin | 99.00  |
| 3    | Eveline Wirth        | 88.00  |
| 4    | Hayley Wolff         | 59.00  |
| 5    | Catherine Frarier    | 48.00  |

### Saut acrobatique
| Rang | Nom            | Points |
| ---- | -------------- | ------ |
| 1    | Sandro Wirth   | 97.00  |
| 2    | Craig Clow     | 92.00  |
| 3    | Alain LaRoche  | 90.00  |
| 4    | Jean Corriveau | 90.00  |
| 5    | Mike Nemesvary | 87.00  |

| Rang | Nom                  | Points |
| ---- | -------------------- | ------ |
| 1    | Marie-Claude Asselin | 48.00  |
| 2    | Liz Heidenreich      | 42.00  |
| 3    | Eveline Wirth        | 42.00  |
| 4    | Conny Kissling       | 40.00  |
| 5    | Catherine Frarier    | 30.00  |

### Ballet
| Rang | Nom                | Points |
| ---- | ------------------ | ------ |
| 1    | Richard Schabl     | 124.00 |
| 2    | Hermann Reitberger | 123.00 |
| 3    | Ernst Garhammer    | 116.00 |
| 4    | Jacques Poillion   | 108.00 |
| 5    | Bruce Bolesky      | 102.00 |

| Rang | Nom             | Points |
| ---- | --------------- | ------ |
| 1    | Jan Bucher      | 60.00  |
| 2    | Christine Rossi | 56.00  |
| 3    | Conny Kissling  | 51.00  |
| 4    | Lucie Barma     | 43.00  |
| 5    | Liz Heidenreich | 40.00  |

### Bosses
| Rang | Nom             | Points |
| ---- | --------------- | ------ |
| 1    | Bill Keenan     | 98.00  |
| 2    | Stefan Engström | 93.00  |
| 3    | Lasse Fahlen    | 93.00  |
| 4    | Philippe Deiber | 90.00  |
| 5    | Mauro Mottini   | 88.00  |

| Rang | Nom                  | Points |
| ---- | -------------------- | ------ |
| 1    | Hayley Wolff         | 46.00  |
| 2    | Mary Jo Tiampo       | 46.00  |
| 3    | Erika Gallizzi       | 37.00  |
| 4    | Hilary Engisch       | 33.00  |
| 5    | Marie-Claude Asselin | 32.00  |

### Combiné
| Rang | Nom            | Points |
| ---- | -------------- | ------ |
| 1    | Alain LaRoche  | 42.00  |
| 2    | Éric Laboureix | 42.00  |
| 3    | Peter Judge    | 40.00  |
| 4    | Mike Nemesvary | 39.00  |
| 5    | Bruce Bolesky  | 38.00  |

| Rang | Nom                  | Points |
| ---- | -------------------- | ------ |
| 1    | Marie-Claude Asselin | 32.00  |
| 2    | Conny Kissling       | 30.00  |
| 3    | Eveline Wirth        | 23.00  |
| 4    | Hayley Wolff         | 22.00  |
| 5    | Catherine Frarier    | 22.00  |

## Calendrier et podiums

### Hommes
| Date            | Lieu            | Épreuve  | Vainqueur               | Second                  | Troisième               |
| --------------- | --------------- | -------- | ----------------------- | ----------------------- | ----------------------- |
| 3 janvier 1983  | Mariazell       | Ballet,  | Richard Schabl (de)     | Hermann Reitberger (de) | Ernst Garhammer         |
| 4 janvier 1983  | Mariazell       | Bosses   | Philippe Deiber         | Lasse Fahlen            | Bill Keenan             |
| 19 janvier 1983 | Tignes          | Bosses   | Hans Schenk             | Philippe Deiber         | Lasse Fahlen            |
| 20 janvier 1983 | Tignes          | Ballet,  | Richard Schabl (de)     | Hermann Reitberger (de) | Ernst Garhammer         |
| 21 janvier 1983 | Tignes          | Saut     | Sandro Wirth            | Jean Corriveau          | Yves Laroche            |
| 21 janvier 1983 | Tignes          | Combiné  | Éric Laboureix          | Mike Nemesvary          | Bruce Bolesky           |
| 22 janvier 1983 | Tignes          | Saut     | Sandro Wirth            | Craig Clow              | Jean Corriveau          |
| 22 janvier 1983 | Tignes          | Combiné  | Peter Judge             | Bruce Bolesky           | Mike Nemesvary          |
| 29 janvier 1983 | Oberjoch        | Ballet,  | Hermann Reitberger (de) | Richard Schabl (de)     | Ernst Garhammer         |
| 2 février 1983  | Livigno         | Ballet,  | Richard Schabl (de)     | Ernst Garhammer         | Peter Judge             |
| 3 février 1983  | Livigno         | Bosses   | Bill Keenan             | Stefan Engström         | Mauro Mottini           |
| 4 février 1983  | Livigno         | Saut     | Sandro Wirth            | Jean Corriveau          | Yves Laroche            |
| 4 février 1983  | Livigno         | Combiné  | Yves Laroche            | Peter Judge             | Éric Laboureix          |
| 5 février 1983  | Livigno         | Bosses   | Bill Keenan             | Mauro Mottini           | Philippe Deiber         |
| 12 février 1983 | Ravascletto     | Ballet,  | Richard Schabl (de)     | Jacques Potillon        | Hermann Reitberger (de) |
| 13 février 1983 | Ravascletto     | Saut     | Alain LaRoche           | Craig Clow              | Daniel Neith            |
| 13 février 1983 | Ravascletto     | Combiné, | Alain LaRoche           | Éric Laboureix          | Paul Rosenberg (skieur) |
| 11 mars 1983    | Squaw Valley    | Ballet,  | Hermann Reitberger (de) | Richard Schabl (de)     | Daniel Cote             |
| 16 mars 1983    | Angel Fire (en) | Bosses   | Stefan Engström         | Cooper Schell           | Bill Keenan             |
| 17 mars 1983    | Angel Fire (en) | Ballet,  | Hermann Reitberger (de) | Richard Schabl (de)     | Ernst Garhammer         |
| 19 mars 1983    | Angel Fire (en) | Saut     | Mike Nemesvary          | Jean-Marc Rozon         | Craig Clow              |
| 19 mars 1983    | Angel Fire (en) | Combiné  | Peter Judge             | Frank Beddor            | Bruce Bolesky           |
| 18 mars 1983    | Angel Fire (en) | Saut     | Bill Keenan             | Lasse Fahlen            | Frank Beddor            |
| 19 mars 1983    | Angel Fire (en) | Saut     | Alain LaRoche           | Jean-Marc Rozon         | Frank Beddor            |
| 19 mars 1983    | Angel Fire (en) | Combiné  | Frank Beddor            | Alain LaRoche           | Éric Laboureix          |

### Femmes
| Date            | Lieu            | Épreuve | Vainqueur            | Second               | Troisième         |
| --------------- | --------------- | ------- | -------------------- | -------------------- | ----------------- |
| 3 janvier 1983  | Mariazell       | Ballet  | Jan Bucher           | Christine Rossi      | Conny Kissling    |
| 4 janvier 1983  | Mariazell       | Bosses  | Mary Jo Tiampo       | Hilary Engisch       | Erika Gallizzi    |
| 19 janvier 1983 | Tignes          | Bosses  | Hayley Wolff         | Mary Jo Tiampo       | Hilary Engisch    |
| 20 janvier 1983 | Tignes          | Ballet  | Jan Bucher           | Christine Rossi      | Conny Kissling    |
| 21 janvier 1983 | Tignes          | Saut    | Marie-Claude Asselin | Liz Heidenreich      | Eveline Wirth     |
| 21 janvier 1983 | Tignes          | Combiné | Marie-Claude Asselin | Conny Kissling       | Hayley Wolff      |
| 22 janvier 1983 | Tignes          | Saut    | Marie-Claude Asselin | Liz Heidenreich      | Andrea Amann      |
| 22 janvier 1983 | Tignes          | Combiné | Conny Kissling       | Marie-Claude Asselin | Hayley Wolff      |
| 29 janvier 1983 | Oberjoch        | Ballet  | Jan Bucher           | Christine Rossi      | Conny Kissling    |
| 2 février 1983  | Livigno         | Ballet  | Jan Bucher           | Conny Kissling       | Lucie Barma       |
| 3 février 1983  | Livigno         | Bosses  | Hayley Wolff         | Laura Colnaghi       | Madeline Uvhagen  |
| 4 février 1983  | Livigno         | Saut    | Marie-Claude Asselin | Liz Heidenreich      | Eveline Wirth     |
| 4 février 1983  | Livigno         | Combiné | Marie-Claude Asselin | Conny Kissling       | Eveline Wirth     |
| 5 février 1983  | Livigno         | Bosses  | Hayley Wolff         | Mary Jo Tiampo       | Erika Gallizzi    |
| 12 février 1983 | Ravascletto     | Ballet  | Christine Rossi      | Jan Bucher           | Lucie Barma       |
| 13 février 1983 | Ravascletto     | Saut    | Marie-Claude Asselin | Eveline Wirth        | Conny Kissling    |
| 13 février 1983 | Ravascletto     | Combiné | Marie-Claude Asselin | Conny Kissling       | Hayley Wolff      |
| 11 mars 1983    | Squaw Valley    | Ballet  | Jan Bucher           | Christine Rossi      | Lucie Barma       |
| 16 mars 1983    | Angel Fire (en) | Bosses  | Hilary Engisch       | Lisa Downing         | Mary Jo Tiampo    |
| 17 mars 1983    | Angel Fire (en) | Ballet  | Jan Bucher           | Karen Benker         | Conny Kissling    |
| 19 mars 1983    | Angel Fire (en) | Saut    | Marie-Claude Asselin | Conny Kissling       | Eveline Wirth     |
| 19 mars 1983    | Angel Fire (en) | Combiné | Marie-Claude Asselin | Eveline Wirth        | Catherine Frarier |
| 18 mars 1983    | Angel Fire (en) | Bosses  | Mary Jo Tiampo       | Marie-Claude Asselin | Hayley Wolff      |
| 19 mars 1983    | Angel Fire (en) | Saut    | Marie-Claude Asselin | Eveline Wirth        | Conny Kissling    |
| 19 mars 1983    | Angel Fire (en) | Combiné | Conny Kissling       | Marie-Claude Asselin | Catherine Frarier |